# Шимакса
Шимакса — река в России, протекает по Подпорожскому району Ленинградской области.
Вытекает из болота Шимакса юго-восточнее Гоморовичей. Пересекает дорогу Р37 (Вытегра — Лодейное Поле). Впадает в западную оконечность Юксовского озера. Длина реки составляет 15 км. Населённые пункты на реке отсутствуют.

## Данные водного реестра
По данным государственного водного реестра России относится к Балтийскому бассейновому округу, водохозяйственный участок реки — Свирь без бассейна Онежского озера, речной подбассейн реки — Свирь (включая реки бассейна Онежского озера). Относится к речному бассейну реки Нева (включая бассейны рек Онежского и Ладожского озера).
Код объекта в государственном водном реестре — 01040100712102000012011.